# Avimech Dragonfly DF-1 (реактивен хеликоптер)
Avimech Dragonfly DF-1 е хеликоптер, произведен от Avimech International Aircraft, Inc. от Тусон, Аризона . Първоначално разработен в Швейцария, доставя се завършен и готов за полет.
DF-1 е проектиран да отговаря на правилата на US FAR 103 за ултралеки въздушни кораби с максимално тегло на празен апарат от 254 lb (115 kg) .с тегло от 234 lb (106 kg) . Разполага с един основен ротор и един опашен ротор, едноместна, отворена пилотска кабина без предно стъкло, и плазове  .
Роторът се задвижва от  захранвани с водороден пероксид ракетни двигатели със сопло работещи на разпада на водороден пероксид (перхидрол), който отделя само водна пара и кислород като отпадни продукти. Опашният ротор е монтиран само за контрол на посоката на апарата/виждане на пилота , тъй като не е необходимо да противодейства на въртящия момент, като реактивната система в края на витлото  не изисква компенсация на въртящия момент поради липса на двигател който създава такъв. 
Фюзелажът на самолета е изработен от стоманени и алуминиеви тръби. Двулопатковият му ротор е с диаметър 19,7 ft (6,0 m) . Апарата има тегло празен от 234 lb (106 kg) и бруто тегло от 794 lb (360 kg), което дава полезен товар от 560 lb (254 kg) .[източник? (Поискан днес)]

## Спецификации (DF-1)
Шаблон:Aircraft specs

## Външни връзки
- Официален сайт
- Video of DF-1 flight